# Мтумбві

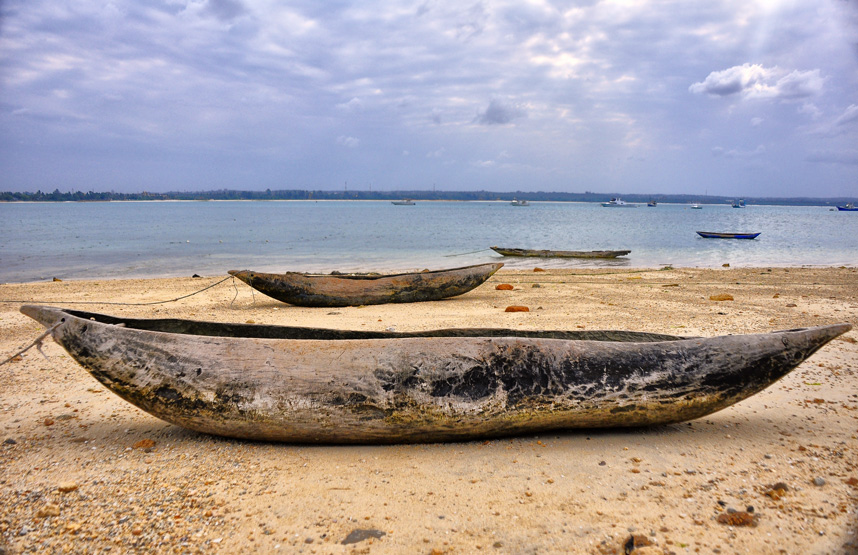
Мтумбві на пляжі біля Дар-ес-Саламу. Танзанія

Мтумбві (суах. mtumbwi) — традиційне каное-довбанка народності суахілі, що широко використовується місцевим населенням на архіпелазі Занзібар та на узбережжі материкової Танзанії та Кенії як прибережний рибальський човен, а також для перевезення вантажів або людей на короткі відстані.

## Опис

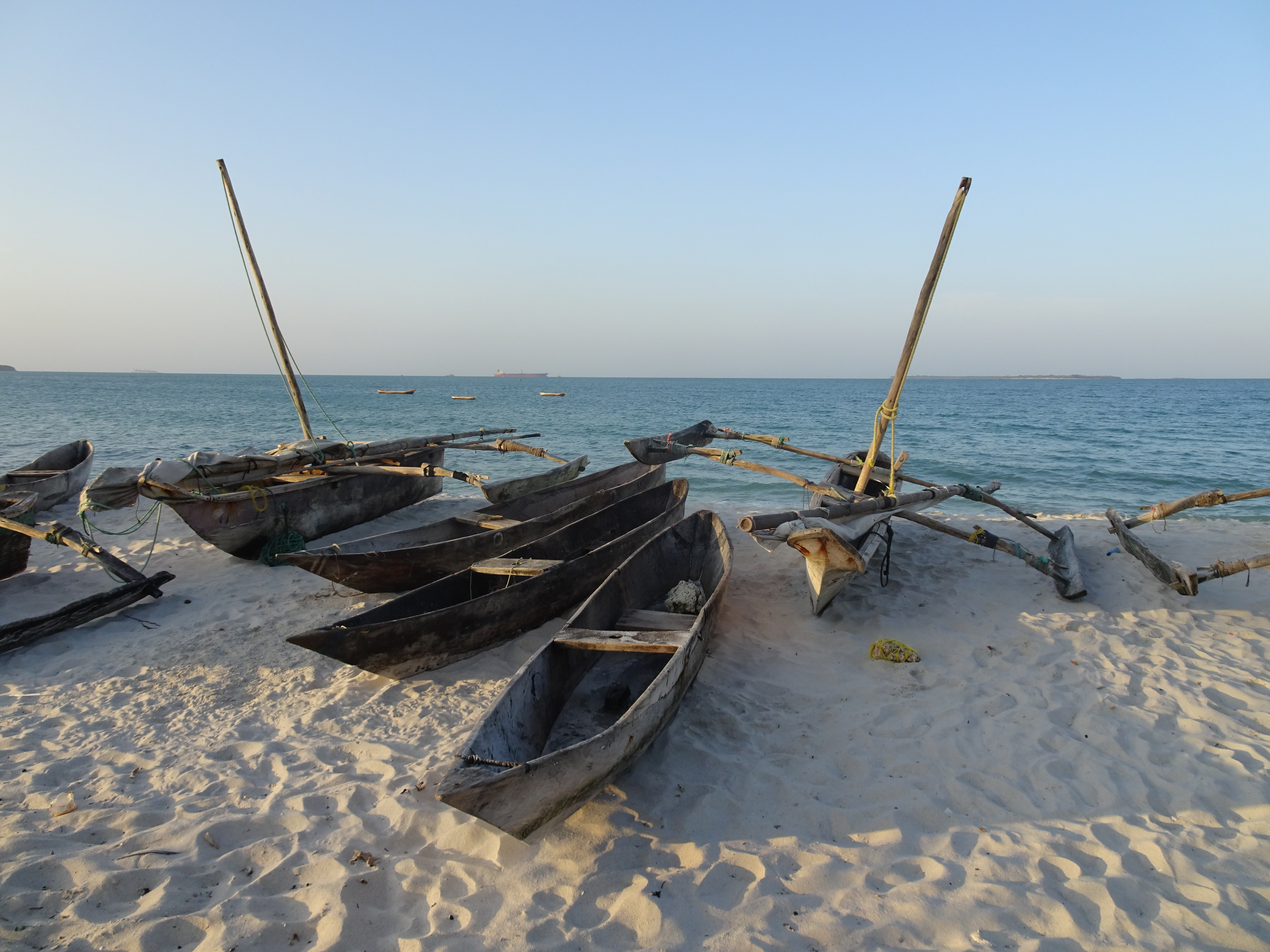
Каное мтумбві і тримарани нгалава на пляжі біля Кігамбоні. Танзанія

Корпус мтумбві являє собою каное-довбанку, виготовлену з цільного стовбура довжиною від 2 до 6 м., шириною біля 0,5 м і висотою біля 0,7 м, обтесану з країв і видовбану зсередини. Для виготовлення корпусу мтумбві використовують певні сорти деревини, такі як бавовняне дерево (Ceiba pentandra) або манго (Mangifera indica).
Мтумбві приводять в рух за допомогою короткого дерев'яного весла кафі (kafi) або довгої жердини, якою відштовхуються від дня.

## Різновиди
Маленькі за розміром мтумбві суахілі називають "хорі" (hori) і використовують, щоб дістатись з берега до великого човна або судна, що стоїть на якорі.

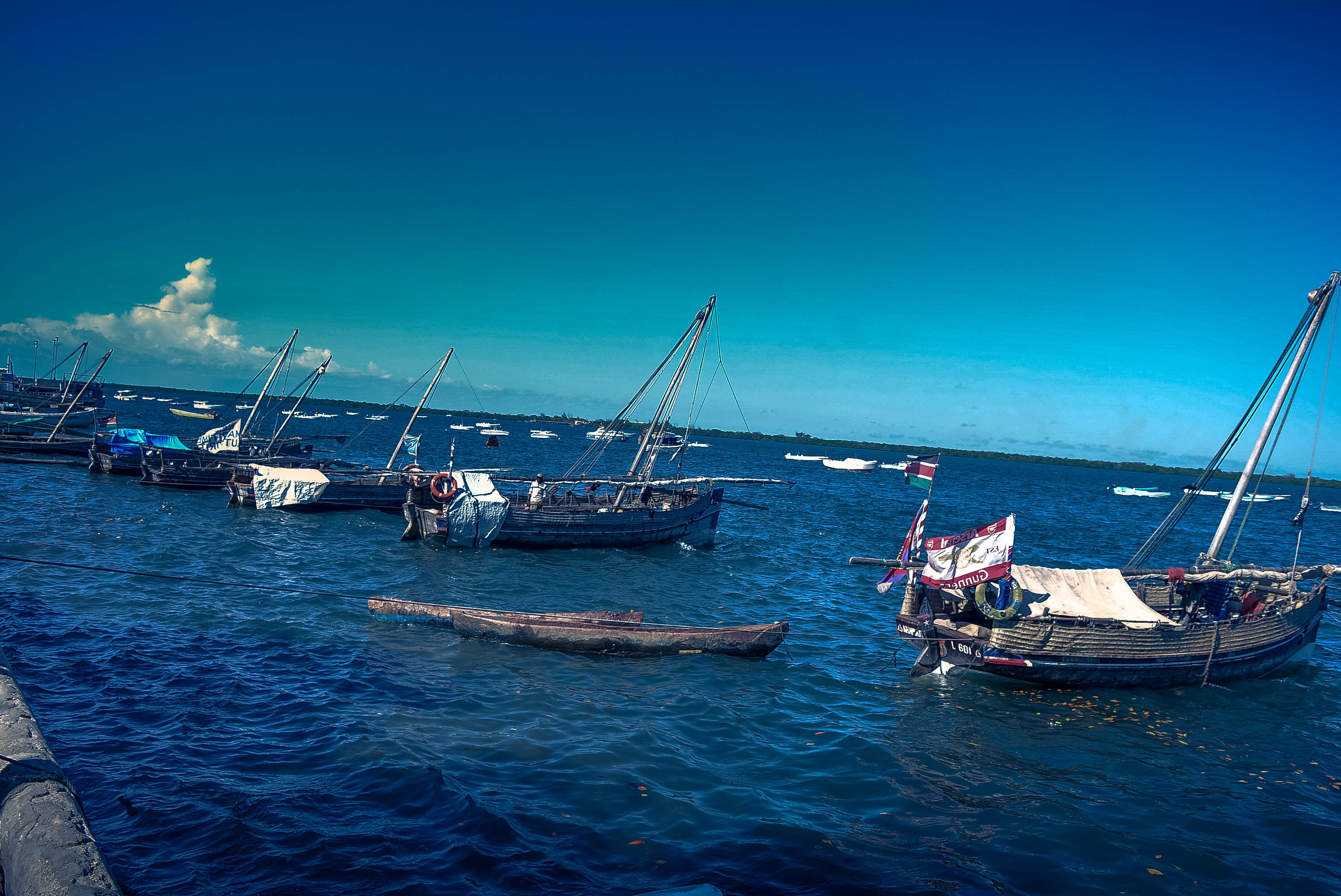
Хорі - маленькі мтумбві, якими користуються, щоб дістатись до великого судна, що стоїть на якорі. Ламу, Кенія

Мтумбві можна розглядати як початкову стадію для створення іншого поширеного типу суахілійського човна — каное з аутригером, відомого як нгалава (ngalawa) або унгалава (ungalawa), який є мтумбві, до якого додано вітрило та аутригер (балансир). Загалом конструкція нгалави відрізняється як своєю ефективністю, так і простотою — для виготовлення судна потрібен цільний стовбур дерева для корпусу, декілька брусів для щогли, аутригерів і стерна та трикутний шматок тканини для вітрила. Подвійний аутригер складається з двох 3-4 метрових дерев'яних брусів, закріплених перпендикулярно корпусу (передній кріпиться перед щоглою, а задній біля корми), до яких під кутом на двох додаткових брусах кріпляться пласкі дошки-поплавки (схожі за формою на лижі), закріплені у положенні «на ребрі». Загальна ширина обох аутригерів від поплавка до поплавка складає 5-6 метрів.

## Галерея

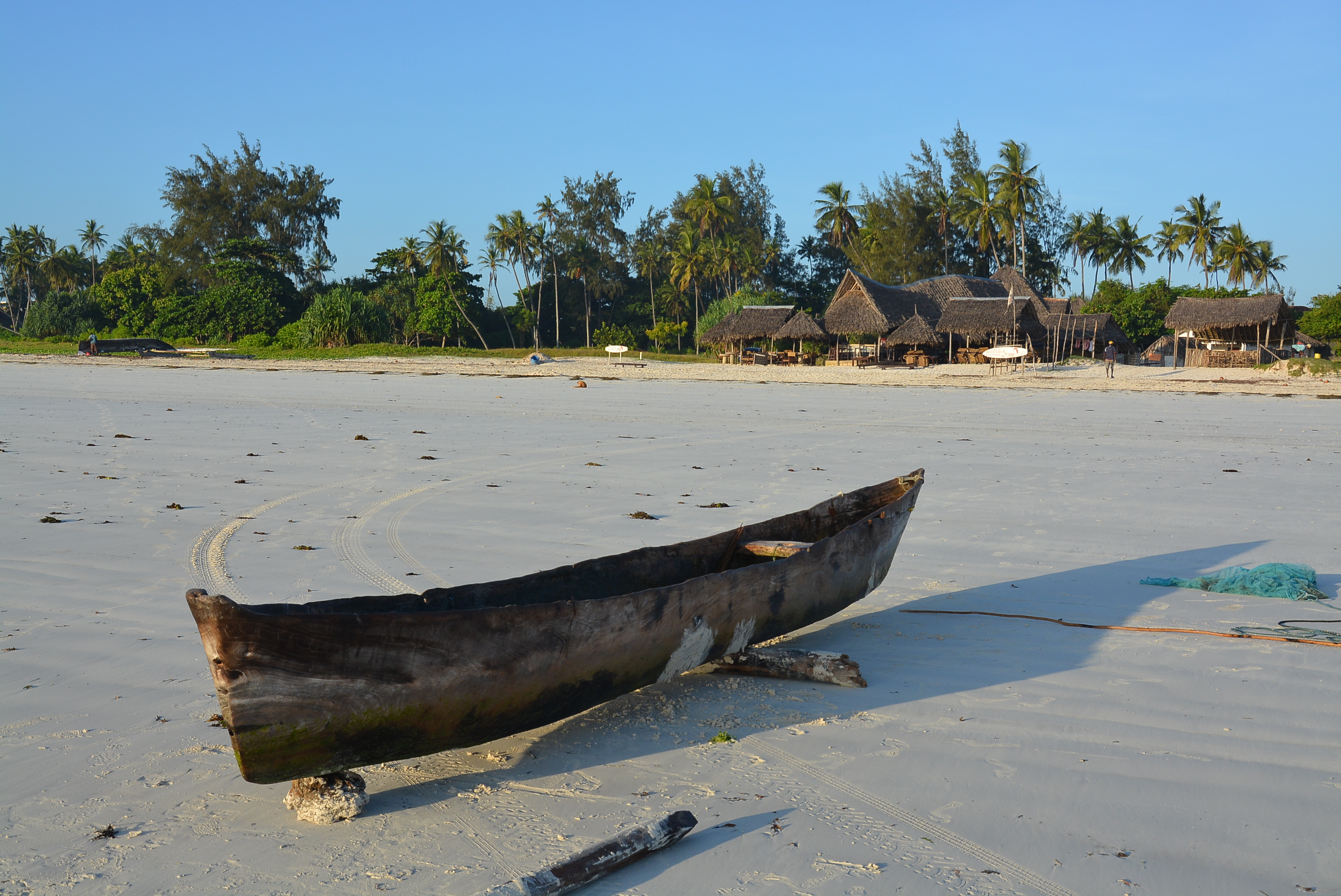
Каное-мтумбві на березі Індійського океану. Кенія
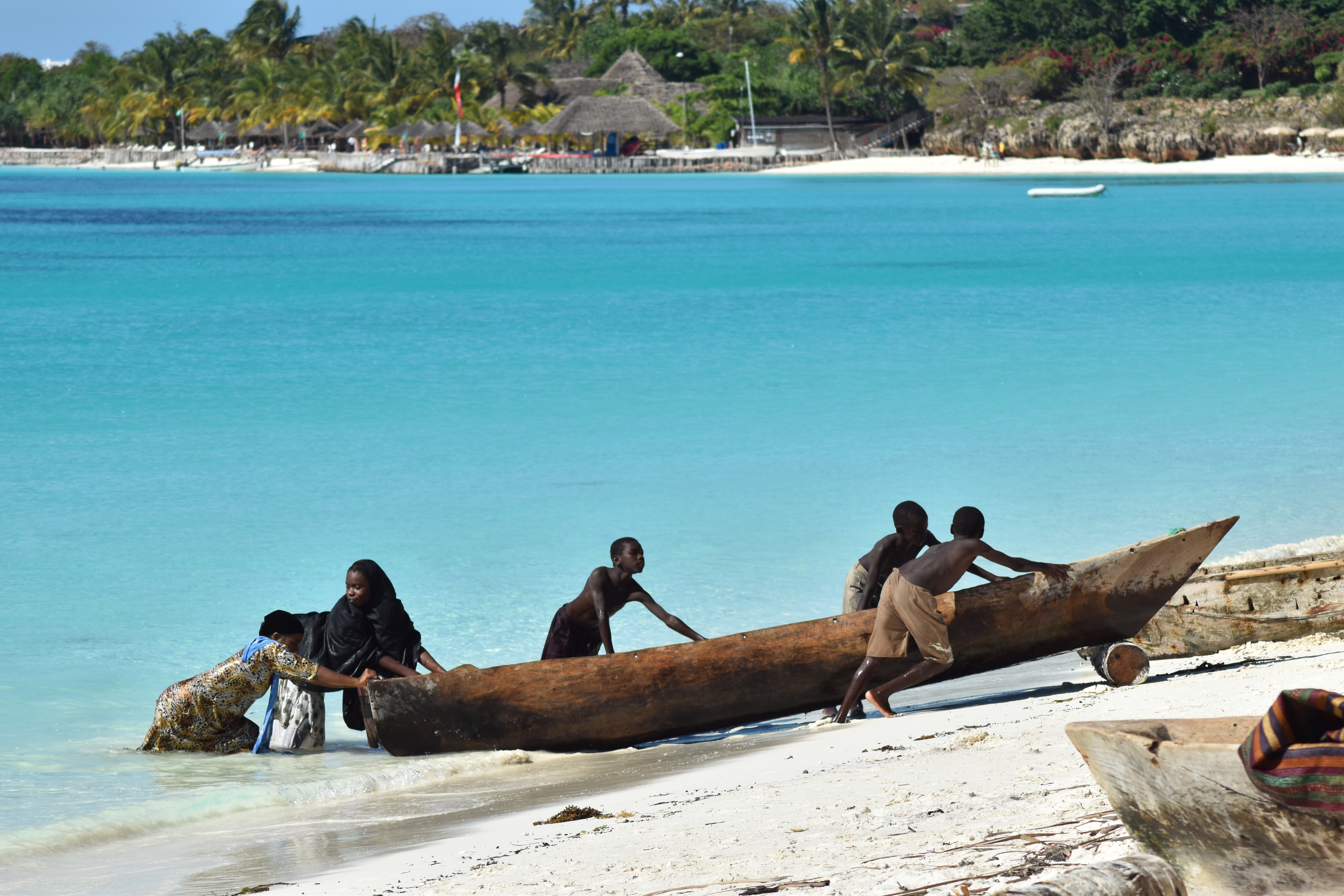
Діти витягають мтумбві на берег. Занзібар
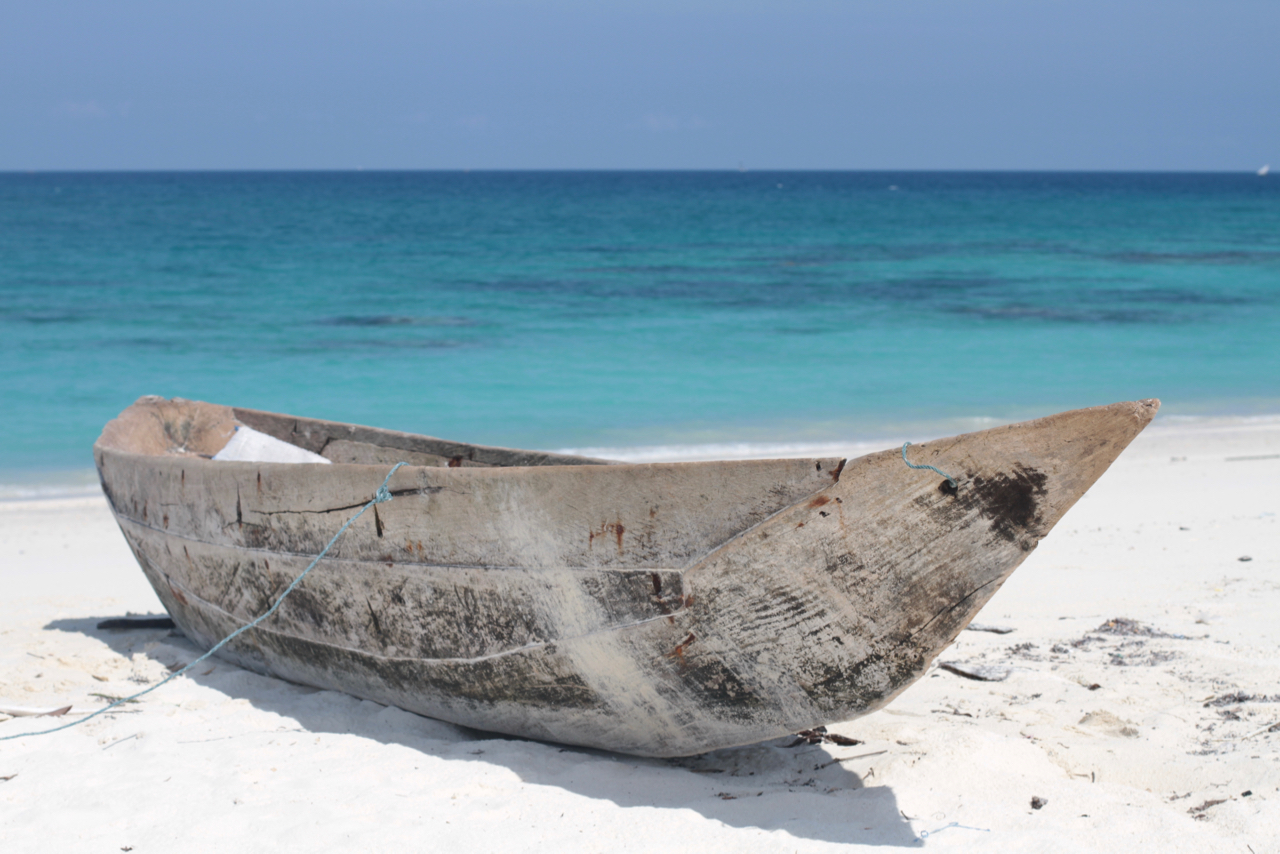
Мтумбві на узбережжі. Занзібар
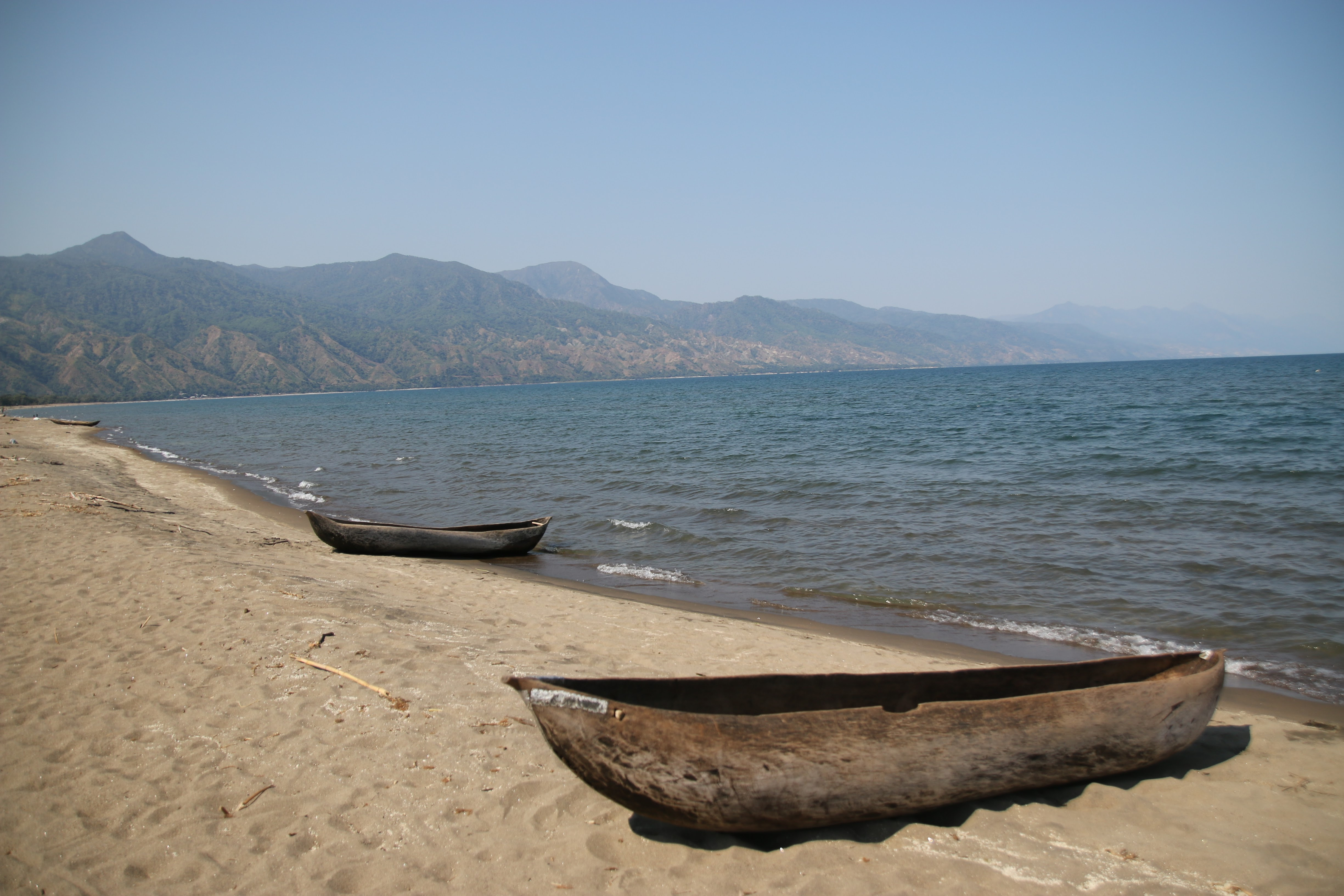
Мтумбві на морському березі. Танзанія
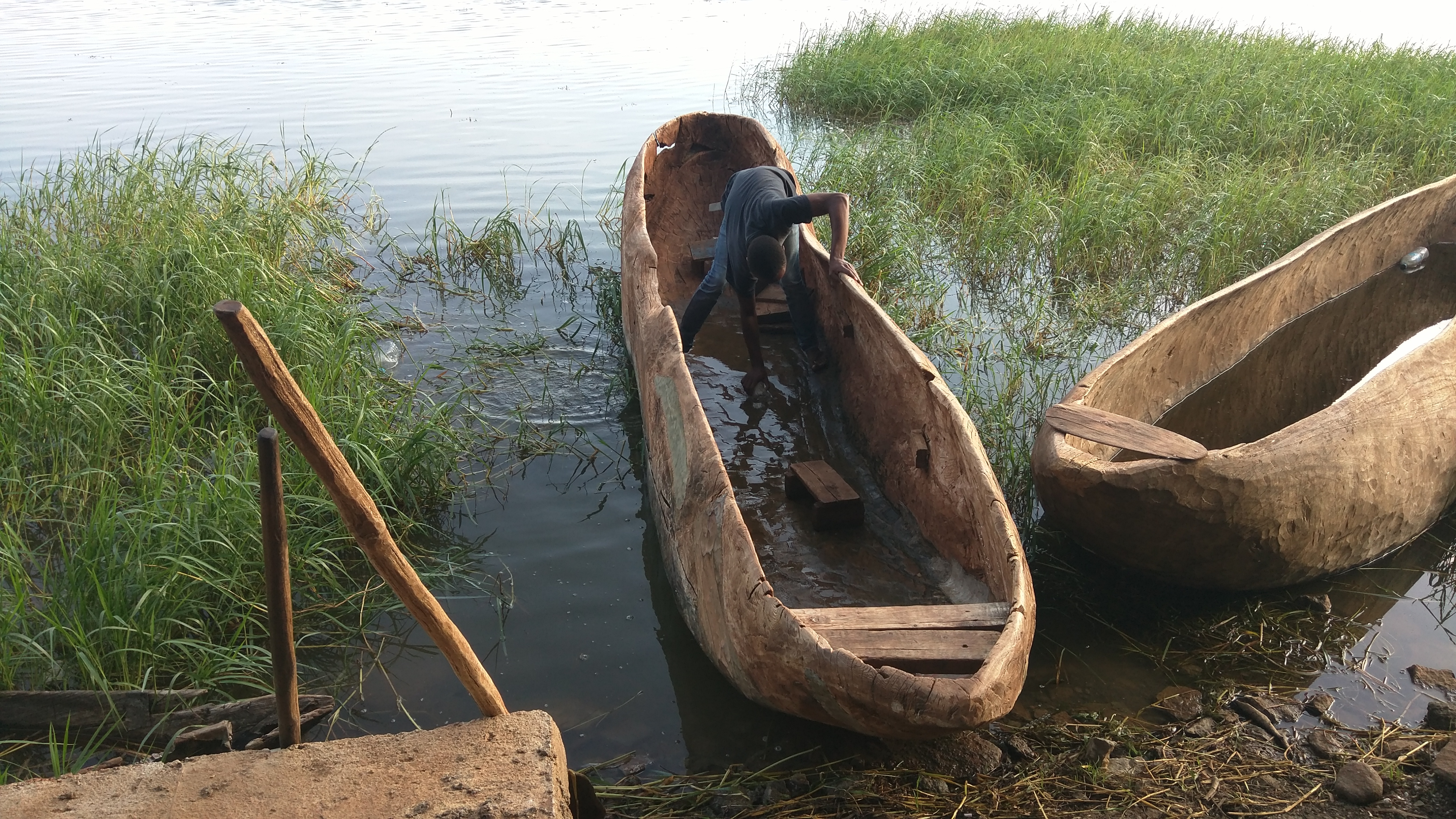
Мтумбві на о.Бабаті. Танзанія
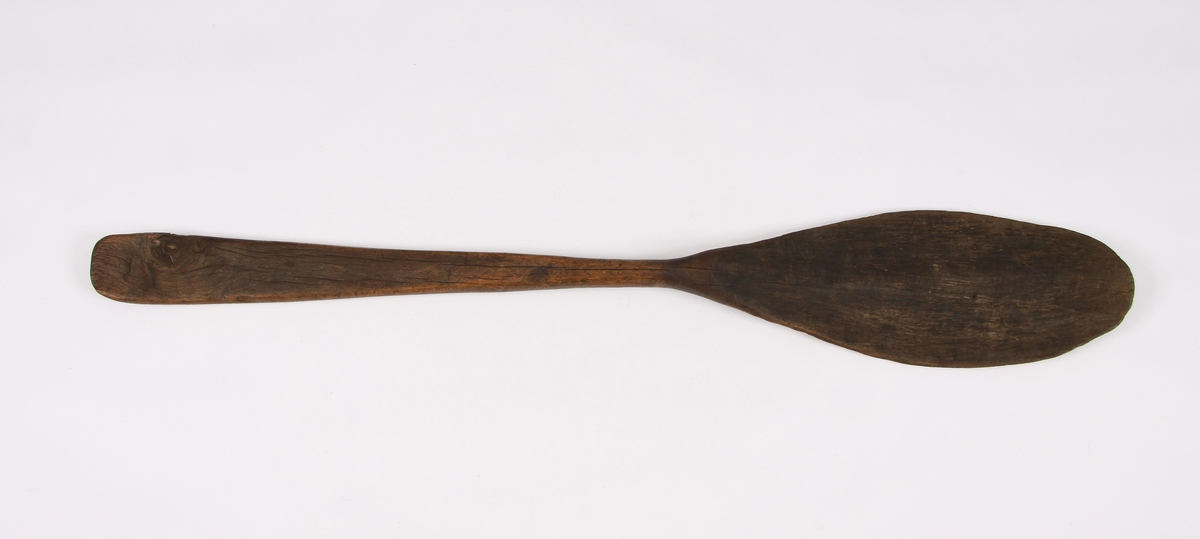
Дерев'яне весло каное з Занзібару. Морський музей. Гданськ